# Jakob von Kaufmann-Asser
Jakob Kaufmann-Asser, ab 1870 Ritter von Kaufmann-Asser (* 17. Juli 1819 in Garzweiler; † 22. Juli 1875 in Köln-Riehl durch Freitod), war ein deutscher Bankier, Gutsbesitzer und Generalkonsul der Republik Paraguay.

## Leben
Kaufmann war der Sohn des Händlers Joseph Kaufmann (1773–??) aus Garzweiler (Kreis Grevenbroich) und der Josephina Lovendahl. Am 13. Februar 1845 heiratete er in Amsterdam die Holländerin Henriette Florine Rose Asser, eine Tante des Friedensnobelpreisträgers von 1911 Tobias Asser. Die Nachkommen der Kaufmann-Asser waren in vielen Bereichen des öffentlichen Lebens tätig.
Mit Verleihung des österreichischen Eisernen Kronenordens 3. Klasse wurde er am 2. April 1870 in Wien in den österreichischen Ritterstand erhoben mit Diplom vom 15. April 1870. Die preußische Anerkennung erfolgte am 24. April 1871 in Berlin.
Im Jahr 1870 kaufte Kaufmann in Berlin von Reichsgraf Maximilian von Nesselrode-Ehreshoven die Burg Welterode und umfangreiche Ländereien in Eitorf (Rhein-Sieg-Kreis) als Spekulationsobjekt. Schon zwei Jahre später (1872) verkaufte er einen Teil des Landes an Julius Gauhe und eröffnete somit den Weg für das erste großindustrielle Unternehmen in Eitorf. 1872 machte er den Armen von Eitorf die „Kaufmann´sche Armenstiftung“ über 2100 Taler, die er als Jude ohne Unterschied der Konfession gewähren wollte.
Kaufmann war Direktor der 1872 gegründeten privaten „Elberfelder Disconto- und Wechslerbank“. Doch schon 1874 ging die Bank in Konkurs und Kaufmann wurde wegen unsoliden Geschäftsgebarens zu einem Monat Haft verurteilt.
Danach verkaufte er 1875 nochmals Ländereien an Dr. Fritz Gauhe. Nur vier Tage später nahm er sich am 22. Juli 1875 in seiner Wohnung in Köln-Riehl das Leben.

## Nachfahren
Zu den Nachfahren des Stammvaters Jakob Ritter von Kaufmann-Asser gehören
- Adelheid (Adele) von Kaufmann-Asser, Tochter von Jakob von Kaufmann, (1845–1919), verheiratet mit dem Geheimen Justizienrat Robert Esser[1]
- Richard von Kaufmann-Asser, Sohn von Jakob von Kaufmann, (1850–1908), Nationalökonom, Kunstsammler und Mäzen
- Heinrich Ritter von Kaufmann-Asser, Enkel von Jakob von Kaufmann, Sohn von Ludwig von Kaufmann, Jurist, während des Ersten Weltkrieges in der Nachrichtenabteilung des Auswärtigen Amtes, danach als Diplomat in verschiedenen Ländern, 1926 bis 1932 Leiter der Presseabteilung des Auswärtigen Amtes, 1933 Botschafter in Argentinien, als Jude entlassen
- Wilhelm Ritter von Kaufmann-Asser, Enkel von Jakob von Kaufmann, Sohn von Richard von Kaufmann, Arzt, Fachautor und Filmproduzent, verheiratet mit der Schauspielerin Henny Porten
- Hetta Gräfin Treuberg, Enkelin von Jakob von Kaufmann, Tochter von Ludwig von Kaufmann, verheiratet mit Ernst Ludwig Ferdinand Franz Xaver Fischler Graf von Treuberg
- Carmen von Kaufmann-Asser, verheiratet mit Detlef Joachim Ludwig Georg Wilhelm von Dewitz, einem Nachkommen von Karl Heinrich von Siemens
- Rupert Ludwig Ferdinand zu Loewenstein-Wertheim-Freudenberg (1933–2014), Ur-Urenkel von Jakob von Kaufmannd und ein Enkel von Hetta Gräfin Treuberg. Loewenstein war ein deutsch-britischer Bankier und langjährigen Finanzmanager der Rolling Stones.[2]